# Posionperä
Posionperä är en sjö i Finland. Den ligger i kommunen Posio i landskapet Lappland, i den norra delen av landet, 700 km norr om huvudstaden Helsingfors. Posionperä ligger 241 meter över havet. Arean är 39,3 hektar och strandlinjen är 4,28 kilometer lång. Sjön  ingår i Koundaälvens huvudavrinningsområde. 